# Sinanodonta woodiana
Anodonta woodiana · Anodonte chinoise, Moule chinoise
Espèce
Statut de conservation UICN

 LC  : Préoccupation mineure
Sinanodonta woodiana (synonyme Anodonta woodiana), l'Anodonte chinoise ou Moule chinoise, est une espèce de mollusques bivalve d'eau douce de la famille des Unionidae. Ce bivalve qui fait partie des moules d'eau douce, parfois qualifié de « géant » peut atteindre une taille considérable (jusqu'à 30 cm selon Pou-Rovira et al., 2009).
Cette espèce devenue localement invasive là où elle a été introduite hors de son milieu d'origine (probablement presque toujours via des poissons parasités par la larve glochidie de cette espèce, en particulier les carpes Ctenopharyngodonidella, Aristichthys nobilis et Hypophthalmichthys molitrix.
Valve droite et gauche du même spécimen:

Valve droite
Valve gauche

## Distribution
La distribution originelle de cette moule d'eau douce est la partie orientale de l'Asie (îles du Japon y compris) et probablement principalement des fleuves Amour et Yangtze.

## Habitat
Cet organisme filtreur semble assez ubiquiste, pouvant être trouvé dans de grands fleuves et jusque dans les grands lacs et mares où il vit dans le sédiment.

## Description
On peut facilement confondre la forme de la coquille avec celle d'autres espèces d'anodontes.
Par exemple un inventaire naturaliste fait en 1993 et des études plus détaillées faites en 1994-1996, dans les réservoirs de Konin en Pologne avaient conclu à la présence de 3 morphes (formes) différents de l'espèce Sinanodonta woodiana, mais deux de ces formes avaient préalablement été identifiées à tort comme Sinanodonta gibba
(Bensen) et Sinanodonta orbicularis (Heude) (Starobogatov, unpublished data) jusqu'à ce que des analyses génétiques infirment cette identification,,. Finalement selon Piechocki et Riedel (1997), ces lacs n'abritent plus qu'une seule espèce qui est bien A. woodiana, telle que décrite par Kiss,.
L'espèce est polymorphe (forme et couleur différente selon le type d'habitat et la température) et la forme de la coquille (dans le sens d'un allongement) avec l'âge du mollusque.

Il s'en distingue théoriquement par la forme de la coquille, une nuance rosée de sa nacre et une texture rugueuse de la « sculpture umbonale » (relief de l'umbo, le bec de la coquille, côté externe près de la charnière), mais en raison d'un haut degré de polymorphisme, seul un spécialiste, via des analyses génétiques peut déterminer l'espèce avec certitude.

## Écologie
Anodonta (Sinanodonta) woodiana, comme tous les anodontes effectue une partie de son cycle de vie avec une phase larvaire parasitaire (glochidium) sur un hôte qui doit être un poisson, lequel joue un rôle important dans la dispersion des larves.
Selon Douda et al (2012), alors que certains unionidae nécessitent des hôtes très spécifiques, Sinanodonta woodiana semble généraliste en termes d'hôtes, ce qui lui donne a priori un grand avantage compétitif. Les glochidies ont été capables de terminer leur cycle de croissance sur tous les poissons testés, qu'il s'agisse d'espèces co-invasive, ou d'espèces avec lesquelles cette moule d'eau douce n'avait jamais été en contact.

## Invasivité
Ce mollusque a récemment été introduit dans de nombreuses autres régions du monde souvent via des carpes chinoises ou des poissons rouges porteurs de glochidies, où il peut entrer en concurrence avec des espèces autochtones partageant la même niche écologique. Grâce à son mode de reproduction, ses populations semblent en développement rapide et de nouveaux signalements sont régulièrement faits. Sa première occurrence aux États-Unis a été dans un bassin d'une ancienne ferme de pisciculture. Le rejet de poissons-rouges dans l'environnement ou la translocation de poissons par des pêcheurs ont aussi pu contribuer à la dispersion de l'espèce.
On trouve maintenant cette espèce au moins dans les régions et pays suivants :
- En Europe
  - Autriche ;
  - Belgique ;
  - Bulgarie (avec des individus de 5-6ans ans trouvés pour la premièer fois dans le Danube[18] ;
  - Croatie ;
  - république tchèque, trouvé en Bohème depuis 2001[19], en Moravie depuis 1996[20],[21],[22] ;
  - France[23],[24] ;
  - Allemagne ;
  - Hongrie[25] ;
  - Italie ;
  - Moldavie[26]
  - Pologne[27],[28] ;
  - Roumanie[29],[30]
  - Serbie[31] ;
  - Suède (dans la province de Skane en 2005) et dans celle du Västergötland en 2007[32] ;
  - Slovaquie [33],[34] ;
  - Espagne[35] ;
  - Ukraine[36] ;
- En Asie du sud-est
  - L'espèce est également présente et non-indigène dans plusieurs îles d'Indonésie
- En Amérique
  - Costa Rica  ;
  - République dominicaine
- Afrique
  - Algérie

Accidentellement introduit au milieu des années 1980 en Pologne dans le système des lacs de Konin, qui reçoivent les effluents chauds de plusieurs centrales électriques, il était trouvé sur les bords de 5 des lacs de ce complexe, dans un réservoir et dans la plupart des cours d'eau de décharge ou d'alimentation de ces lacs, semblant préférer des habitats plutôt de courant rapide et d'eaux chaudes ; il est dans cette région devenu le mollusque dominant et même l'espèce benthique dominante, dans la plupart des habitats qu'il occupe avec une biomasse dépassant 10 kg/m2 avec souvent plus de 40 individus par mètre carré. Il pourrait donc être favorisé par la pollution thermique.

## Statut UICN
L'espèce est classée LC (iucn3.1)

## Parasites
Cette espèces peut être parasitée par divers organismes, dont :
- l'helminte Aspidogaster conchicola (Aspidogastrea) [38]

## Mesures de gestion
Les réempoissonnements à partir de piscicultures sont à proscrire si les poissons peuvent être porteurs de glochidies. Une pisciculture du New Jersey a été racheté par la  New Jersey Conservation Foundation à des fins de conservation ; tous les poissons, dont certains étaient apparemment la carpe à grosse tête (Hypophthalmichys nobilis espèce invasive elle-même, ont été éradiqués avec un traitement à la roténone (J. Bowers-Altman, comm. cité par l'USGS ).